# Cmentarz żydowski w Barczewie
Cmentarz żydowski w Barczewie – kirkut mieści się przy ul. Warmińskiej. Został założony w 1871 roku.
Teren został ogrodzony wysokim płotem, a przy wejściu wzniesiono drewniany dom przedpogrzebowy. W czasie II wojny światowej cmentarz uległ częściowemu zniszczeniu.
Obecnie nie zachowały się na nim żadne macewy, zaś teren cmentarza stanowi park. Kilkanaście ocalałych nagrobków jest przechowywanych w miejscowym muzeum. Nekropolia ma powierzchnię 0,1 ha.
W 1976 roku zlikwidowano naziemną część cmentarza. Cmentarz znajduje się w ewidencji zabytków, ale nie jest wpisany do rejestru.